# Wallis (đảo)

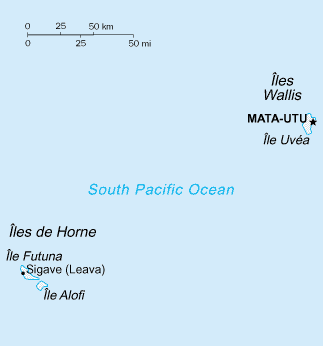
Wallis và Futuna

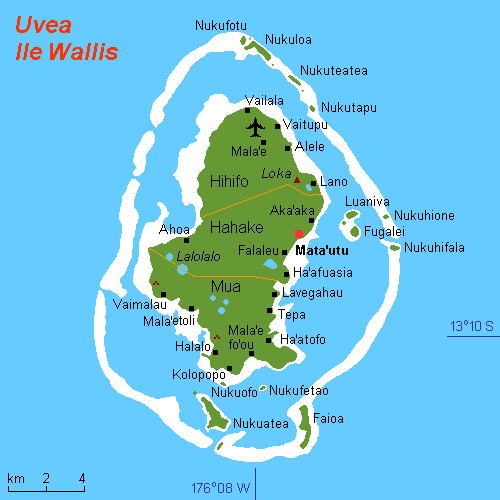
Bản đồ Quần đảo Wallis

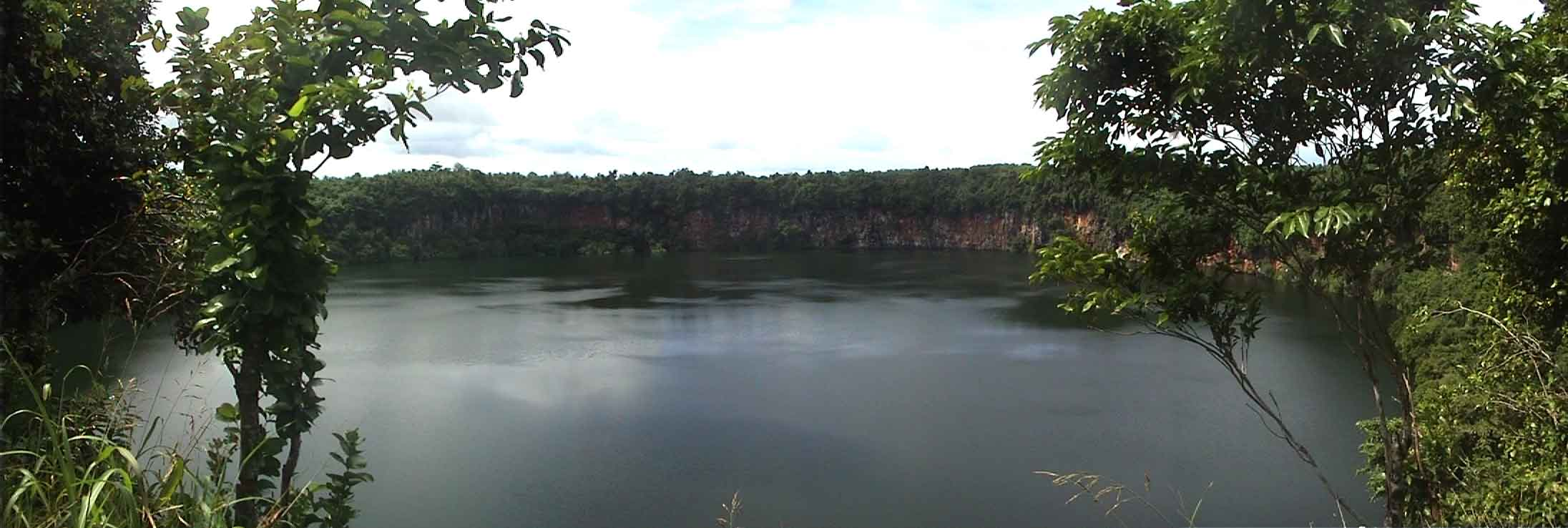
Lano Lalolalo

Wallis (tiếng Wallis: ʻUvea) là một hòn đảo ở Thái Bình Dương thuộc Cộng đồng Hải ngoại Wallis và Futuna của Pháp.

## Địa lý
Hòn đảo rộng 77,5 km² và có chu vi khoảng 50 km. Điểm cao nhất trên đảo là Núi Loka với 131 mét. Cũng có một vài hồ lớn, một dấu hiệu cho nguồn gốc núi lửa của đảo, một vài trong số chúng hoàn toàn có hình tròn với bờ thẳng đứng, như Lano Lalolalo.
Wallis cách các đảo Futuna và Alofi 240 km về hướng đông bắc. Wallis ngoài ra có 15 đảo nhỏ ở xung quanh trên vỉa san hô lớn của đảo, có thể gọi đây là Quần đảo Wallis. Wallis có đất đai phì nhiêu do núi lửa và có lượng mưa phù hợp cho nông nghiệp.

## Nhân khẩu
Dân số của đảo là 10.071 (2003), chiếm 67% dân số của toàn lãnh thổ. Hầu hết cư dân nói tiếng 'Uvea (tiếng Wallis) như ngôn ngữ mẹ đẻ của họ. Hầu hết mọi người đều theo Công giáo La Mã và có một số công trình tôn giáo trên đảo.

## Hành chính
'Uvea (Wallis) là một trong ba vương quốc theo truyền thống của Wallis và Futuna, hai vương quốc còn lại là Alo và Sigave ở Quần đảo Horn (Quần đảo Futuna). Thủ phủ Matu-Utu của lãnh thổ nằm trên bờ biển phía đông của hòn đảo. Vương quốc được chia thành 3 quận, từ bắc xuống nam là
- Hihifo (tây)
- Hahake (đông)
- Mu'a (đầu tiên)